# Pterostichus obscurus
Pterostichus obscurus är en skalbaggsart som beskrevs av Thomas Say 1834. Pterostichus obscurus ingår i släktet Pterostichus och familjen jordlöpare. Inga underarter finns listade i Catalogue of Life.